# Korong (település)
Korong (szlovénül: Krog, vendül: Kroug, németül: Kroth) falu  Szlovéniában, Muravidéken, Pomurska régióban. Közigazgatásilag  Muraszombat városi községhez tartozik.

## Fekvése
Muraszombat déli szomszédságában a Dobel-patak jobb partján fekszik.

## Története
Területén már az ókorban is éltek emberek, ezt bizonyítja, hogy határában 1901-ben római kori leleteket találtak.
A települést 1298-ban "Poss. Kurug circa Mura" alakban említik először. 1331-ben "Poss. Nogkorug", 1353-ban és 1355-ben "Poss. Nogkorongh" alakban szerepel a korabeli forrásokban.
1365-ben Széchy Péter fia Miklós dalmát-horvát bán és testvére Domonkos erdélyi püspök kapták királyi adományul illetve cserében a Borsod vármegyei Éleskőért, Miskolcért és tartozékaikért Felsőlendvát és tartozékait, mint a magban szakadt Amadéfi János birtokát. A település a későbbi századokon át is birtokában maradt a családnak. Az 1366-os beiktatás alkalmával részletesebben kerületenként is felsorolják az ide tartozó birtokokat, melyek között a falu "Korung in districtu seu valle Welemer" alakban szerepel. Az oklevél a veleméri kerülethez sorolja, valójában a felsőlendvai uradalom belmurai kerületéhez tartozott.
1406-ban "Kyskorogh", 1409-ben "Korogh", 1431-ben "Korongh", 1468-ban "Korong" néven említik. 1687-ben a Széchyek fiági kihalása után több birtokosa is volt, köztük 1695-től a Barkóczi vagy másképpen Rosty családé.
Vályi András szerint "KORONG. Tót falu Vas Vármegy. földes Urai több Uraságok, lakosai katolikusok, fekszik Muraiszombathoz nem meszsze, és annak filiája; határja a’ természetnek külömbféle javaival bővelkedik."
Fényes Elek szerint "Korong, vindus falu, Vas vármegyében, a muraszombati uradalomban, a Mura vize mellett, termékeny róna határral, 461 kathol. lakossal."
Vas vármegye monográfiája szerint "Korong, vend község, 105 házzal és 720 r. kath. és kevés ág. ev. lakossal. Postája és távírója Muraszombat. Román stílű kath. kápolnája 1851-ben épűlt. A muraszombati uradalomhoz tartozott."
1910-ben 787, túlnyomórészt szlovén lakosa volt. A trianoni békeszerződésig Vas vármegye Muraszombati járásához tartozott. 1919-ben átmenetileg a Vendvidéki Köztársasághoz tartozott, ekkor összecsapások voltak itt a Magyar Vörös Hadsereg és a Vendvidéki Köztársaság fegyveresei között, végül az utóbbiak Stájerország területére szorultak. Még ebben az évben a Szerb–Horvát–Szlovén Királysághoz csatolták, ami 1929-től Jugoszlávia nevet vette fel. 1941-ben átmeneti időre ismét Magyarországhoz tartozott, ekkor Barkóchoz csatolták, de 1945 után visszakerült jugoszláv fennhatóság alá. 1991 óta a független Szlovénia része. 2002-ben 1096 lakosa volt. A lakossága ma is vend nyelven beszél

## Nevezetességei
- Szent Flórián tiszteletére szentelt kápolnáját 1849-ben építették.
- Római kori halomsírok.